# 袁良驊
袁良驊（1895年7月28日—1981年9月26日），字子襄。廣東省東莞縣茶山上元村人。在廣州市選區遞補當選第一屆立法委員

## 生平[1][2]
- 廣東時敏中學普通科
- 黃埔水師工業學堂肄業
- 廣東海軍學校畢業
- 海軍第一艦隊舞鳳軍艦艦長
- 孫大元帥座駕艦江固號艦長
- 廣東江海防司令部前敵艦隊指揮官
- 軍事委員會海軍局少將審計處處長兼參謀廳廳長
- 實業部江浙區海洋漁業管理局局長，曾因舞弊瀆職被監察院彈劾[3][4][5]
- 中國國民黨駐港澳總支部執行委員
- 廣州市參議會副議長兼廣州市兵役協會主任委員
- 民國37年，當選廣州市候補第三立法委員，後遞補為立法委員[6]。
- 民國70年9月26日病逝[7]